# Mendogo (Glagah)
Mendogo is een bestuurslaag in het regentschap Lamongan van de provincie Oost-Java, Indonesië. Mendogo telt 1075 inwoners (volkstelling 2010).